# Lemmatsi
Lemmatsi – wieś w Estonii, w prowincji Tartu, w gminie Ülenurme.